# Carl Robert Lessing

Carl Robert Lessing

Carl Robert Lessing (* 11. September 1827 in Polnisch-Wartenberg; † 28. Januar 1911 in Berlin) war Miteigentümer und Herausgeber der „Vossischen Zeitung“, Landgerichtsdirektor in Berlin sowie Kunst- und Büchersammler.

## Leben
Carl Robert Lessing, ein Großneffe des Dichters Gotthold Ephraim Lessing (1729–1781), war der Sohn des Carl Friedrich Lessing d. Ä. (1778–1848), Großkanzler des Prinzen Biron von Curland in Polnisch-Wartenberg, und dessen zweiter Frau. Er war der Halbbruder des Historienmalers Carl Friedrich Lessing (1808–1880) und des Arztes und Botanikers Christian Friedrich Lessing (1809–1862). Er heiratete Emma von Gelbke (1827–1895). Seine Söhne verstarben früh – bis auf Sohn Gotthold Ephraim Lessing (1861–1919), Jurist und Mitglied der Fortschrittspartei.
Lessing studierte Rechtswissenschaften und wurde Landgerichtsdirektor in Berlin. Als Haupteigentümer und Herausgeber der traditionsreichen „Vossischen Zeitung“ in Berlin (1850–1910) gehörte er zu den einflussreichsten Personen der Hauptstadt. Sein 1866 von Martin Gropius erbautes Wohnhaus in der Berliner Dorotheenstraße 15 war Treffpunkt einflussreicher Politiker, Künstler und Kunstsammler der Gründerjahre.
Im Jahr 1885 kaufte er Gut und Schloss Meseberg für seinen einzigen Sohn Gotthold Ephraim Lessing. Dieser bewohnte es ab Februar 1891 mit seiner jungen Braut Anna Zelle, Tochter des späteren Berliner Oberbürgermeisters Robert Zelle. 
Carl Robert Lessing war nicht nur Kunstsammler, sondern auch aktiver Mäzen der Königlichen Museen zu Berlin. Er stiftete unter anderem eine kostbare spätgotische Heiligenfigur aus der Werkstatt Tilman Riemenschneiders, die in der ständigen Ausstellung im Bode-Museum zu sehen ist und deren Informationsschild als Stifternachweis „R. Lessing“ vermerkt.

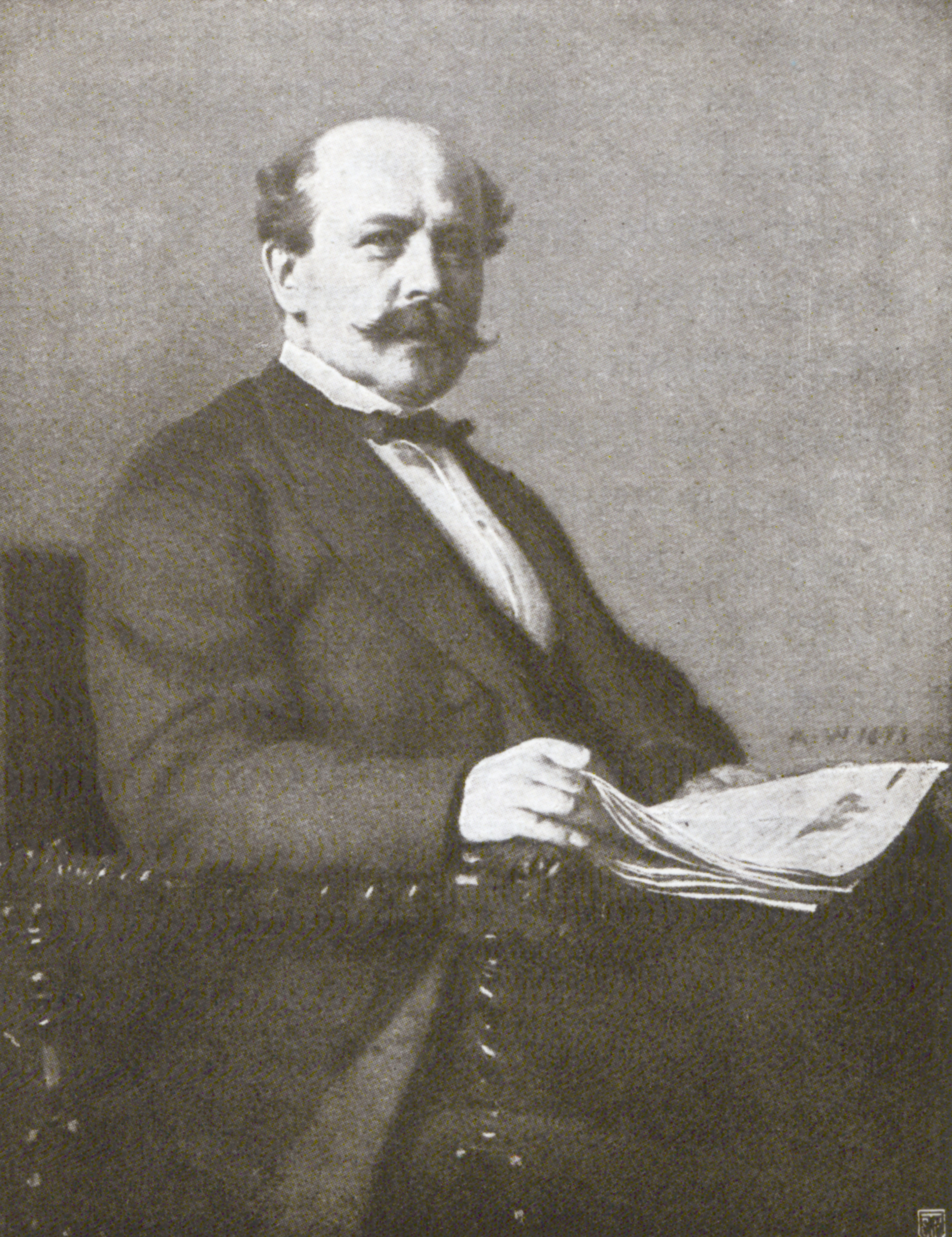
Carl Robert Lessing, Gemälde von Anton von Werner

Carl Robert Lessing und seine Frau Emma wurden auf dem Neuen Dorotheenstädtischen Friedhof an der Liesenstraße 9 in Berlin-Gesundbrunnen beigesetzt. Die Grabstätte wurde nach Ablauf der Ruhefrist neu belegt. 